# 史瓦帝尼駐英國高級專員公署
史瓦帝尼駐英國高級專員公署（英語：High Commission of Eswatini, London）是史瓦帝尼駐大不列顛及北愛爾蘭聯合王國的外交代表機構。
高級專員公署坐落在一棟由雷金納德·布洛姆菲爾德於19世紀末設計的建築物內，以亨利·佩格拉姆的雕塑作品為特色。
自2010年以來，反對史瓦帝尼國王恩史瓦帝三世統治的人們每週六都會在此定期舉行抗議活動。